# Professor Hermógenes
José Hermógenes de Andrade Filho (Natal, 9 de março de 1921 –  Rio de Janeiro, 13 de março de 2015), mais conhecido como professor Hermógenes, foi um militar, escritor, professor brasileiro, divulgador do hatha ioga.
Era doutor em Yogaterapia pelo World Development Parliament da Índia e Doutor Honoris Causa pela Open University for Complementary Medicine. O professor Hermógenes recebeu a Medalha de Integração Nacional de Ciências da Saúde e o Diploma d'Onore no IX Congresso Internacional de Parapsicologia, Psicotrónica e Psiquiatria (Milão, 1977). Escolhido o Cidadão da Paz do Rio de Janeiro, em 1988, e a Medalha Tiradentes em 8 de maio de 2000. A premiação foi conferida pela Assembleia Legislativa do Estado do Rio de Janeiro, pelo bem-estar e benefícios à saúde que as obras de José Hermógenes de Andrade Filho levaram aos brasileiros. Em 1962, fundou a Academia Hermógenes de Yoga, no centro do Rio de Janeiro.

## Vida
Hermógenes descobriu os benefícios da ioga para a saúde física e mental na década de 60, quando era militar e ainda não era reconhecido como Professor. Após um diagnóstico de tuberculose avançada que quase o matou aos 35 anos de idade ele iniciou a prática da ioga e sentiu uma grande melhora de sua saúde e desta forma passou a divulgar a ioga. Hermógenes sobreviveu à tuberculose, chegou a Major do exército brasileiro e reformou-se como Tenente-Coronel e se tornou o respeitado Professor Hermógenes.
Foi um dos primeiros a trazer a mensagem de Sathya Sai Baba ao Brasil. Traduziu obras importantes de Satya Sai Baba para o português: "O Fluir da Canção do Senhor (Gita Vahini) e "Sadhana, o caminho interior". A inauguração do primeiro centro aconteceu no dia 27 de junho em 1987 e foi denominado Centro Bhagavan Sri Sathya Sai Baba do Rio de Janeiro. Mas apesar de seu nome oficial, acabou ficando informalmente conhecido como Centro Sathya Sai de Vila Isabel, devido ao bairro de sua localização.
Hermógenes foi um dos precursores da ioga no Brasil e escreveu mais de 30 livros, traduzidos em diversas línguas. Também publicou diversos artigos, disponíveis gratuitamente para estudo.
Em 2012, foi lançado um livro sobre sua biografia, "Hermógenes: Vida, Yoga, Fé e Amor", escrito por um aluno e discípulo. Ao morrer em março de 2015, Hermógenes deixou duas filhas, seis netos e nove bisnetos e seu corpo foi cremado na capital fluminense.
Em agosto de 2015, após sua morte, foi lançado um documentário sobre sua história, obra e vida: "Hermógenes, Professor e Poeta do Yoga". O longa traz diversos depoimentos de familiares, alunos, amigos, personalidades e líderes de diferentes religiões, além de vídeos caseiros apresentando momentos da vida do Professor Hermógenes e as peregrinações que fez no Brasil e na Índia.

## Obras
- Autoperfeição com Hatha Yoga
- Mergulho na paz
- Canção Universal
- Yoga para Nervosos
- Convite à não violência
- Superação
- Setas no caminho de volta
- Dê uma chance a Deus
- Deus investe em você
- O essencial da vida
- O presente
- Yoga: Caminho para Deus
- Saúde na terceira idade
- Superação
- Yoga: paz com a vida
- Silêncio, Tranquilidade, Luz
- O que é Yoga
- Cintilações I e II
- Saúde plena: Yogaterapia
- Coleção 'Sabedoria de Hermógenes', vol. 1: 'Amor Universal' (org. e seleção de textos: Fredímio B. Trotta). Nova Era (Grupo Editorial Record), 2011.
- Coleção 'Sabedoria de Hermógenes', vol. 2: 'Ânimo de Viver' (org. e seleção de textos: Fredímio B. Trotta). Nova Era (Grupo Editorial Record), 2011.
- Coleção 'Sabedoria de Hermógenes', vol. 3: 'Saúde para o Corpo e o Espírito' (org. e seleção de textos: Fredímio B. Trotta). Nova Era (Grupo Editorial Record), 2011.